# RBMS3
RBMS3 (англ. RNA binding motif single stranded interacting protein 3) – білок, який кодується однойменним геном, розташованим у людей на 3-й хромосомі. Довжина поліпептидного ланцюга білка становить 437 амінокислот, а молекулярна маса — 47 840.
| 10         |  | 20         |  | 30         |  | 40         |  | 50         |
| ---------- |  | ---------- |  | ---------- |  | ---------- |  | ---------- |
| MGKRLDQPQM |  | YPQYTYYYPH |  | YLQTKQSYAP |  | APHPMAPPSP |  | STNSSSNNSS |
| NNSSGEQLSK |  | TNLYIRGLPP |  | GTTDQDLIKL |  | CQPYGKIVST |  | KAILDKNTNQ |
| CKGYGFVDFD |  | SPAAAQKAVA |  | SLKANGVQAQ |  | MAKQQEQDPT |  | NLYISNLPIS |
| MDEQELENML |  | KPFGHVISTR |  | ILRDANGVSR |  | GVGFARMEST |  | EKCEVVIQHF |
| NGKYLKTPPG |  | IPAPSEPLLC |  | KFADGGQKKR |  | QNQSKYTQNG |  | RPWPREGEAG |
| MALTYDPTAA |  | IQNGFYSSPY |  | SIATNRMIPQ |  | TSITPFIAAS |  | PVSTYQVQST |
| SWMPHPPYVM |  | QPTGAVITPT |  | MDHPMSMQPA |  | NMMGPLTQQM |  | NHLSLGTTGT |
| IQSQDRIMIL |  | HQLLCQYMTA |  | AAPMQGTYIP |  | QYTPVPPTAV |  | SIEGVVADTS |
| PQTVAPSSQD |  | TSGQQQQIAV |  | DTSNEHAPAY |  | SYQQSKP    |  |            |

A: Аланін

C: Цистеїн

D: Аспарагінова кислота

E: Глутамінова кислота

F: Фенілаланін

G: Гліцин

H: Гістидин

I: Ізолейцин

K: Лізин

L: Лейцин

M: Метіонін

N: Аспарагін

P: Пролін

Q: Глутамін

R: Аргінін

S: Серин

T: Треонін

V: Валін

W: Триптофан

Задіяний у такому біологічному процесі, як альтернативний сплайсинг. 
Білок має сайт для зв'язування з РНК. 
Локалізований у цитоплазмі.